# Nazionale maschile di calcio del Mozambico
La nazionale di calcio del Mozambico è la rappresentativa nazionale calcistica dell'omonimo paese africano È posta sotto l'egida della Federação Moçambicana de Futebol, fondata nel 1976 e affiliata alla FIFA dal 1980.
Non ha mai partecipato alla fase finale del campionato del mondo, mentre ha all'attivo cinque apparizioni alla Coppa d'Africa (1986, 1996, 1998, 2010, 2023), dove è stata sempre eliminata al primo turno.
Nella classifica mondiale della FIFA, in vigore da agosto 1993, il miglior posizionamento raggiunto è stato il 66º posto nel novembre 1997, mentre il peggiore è stato il 134º posto di luglio 2005; occupa il 111º posto della graduatoria.
Disputa le partite casalinghe allo stadio nazionale di Zimpeto.

## Storia

### Esordi
La nazionale mozambicana di calcio esordì nel 1975, disputando un'amichevole contro lo Zambia e vincendola per 2-1. Due anni dopo Cuba divenne la prima nazionale non africana ad sfidare il Mozambico: le due squadre si affrontarono a Maputo e a vincere fu Cuba per 2-0. La nazionale mozambicana esordì nelle qualificazioni al campionato mondiale di calcio in occasione delle eliminatorie di Spagna 1982, dove fu eliminato al primo turno dallo Zaire (7-3 il punteggio complessivo).

### Dal 1986 al 1998
Il Mozambico si qualificò alla Coppa d'Africa 1986 eliminando Mauritania, Malawi (ai tiri di rigore) e Libia (ai tiri di rigore). Nella fase finale del torneo, tenutasi in Egitto, fu inserito nel gruppo A con Senegal, Costa d'Avorio e Egitto e perse tutte e tre le partite (rispettivamente per 3-0, 2-0 e 2-0).
Si dovette attendere il 1996 per rivedere il Mozambico nella fase finale della Coppa d'Africa. In occasione dell'edizione del 1996, svoltasi in Sudafrica, la squadra fu inserita nel girone D con Costa d'Avorio, Ghana e Tunisia. Al pareggio per 1-1 contro i tunisini seguirono le sconfitte per 1-0 contro gli ivoriani e per 2-0 contro il Ghana, che causarono l'eliminazione.
A conferma del buon periodo della nazionale mozambicana, fu conseguita anche la qualificazione al Coppa d'Africa 1998 in Burkina Faso, dove i mambas furono ancora una volta eliminati al primo turno, dopo le sconfitte nel girone contro Egitto (2-0) e Marocco (3-0), cui seguì l'inutile pareggio per 1-1 contro lo Zambia.

### Anni duemila
Dopo dodici anni di scarsi risultati, il Mozambico riuscì a superare il secondo turno delle qualificazioni CAF al campionato del mondo 2010 in Sudafrica. Al terzo turno la squadra si piazzò terza nel girone, non centrando la qualificazione al campionato del mondo, ma qualificandosi alla Coppa d'Africa 2010.
Nella fase finale della Coppa d'Africa 2010, in Angola, i mozambicani affrontarono nel gruppo C l'Egitto, la Nigeria e il Benin. Dopo il pareggio per 2-2 contro il Benin (che vinceva per 2-0), furono sconfitti dall'Egitto (2-0) e per 3-0 dalla Nigeria, dovendo così abbandonare la competizione. Dopo il torneo il capitano e primatista di reti con la nazionale mozambicana, Tico-Tico, lasciò i mambas.
Nelle eliminatorie della Coppa d'Africa 2013 il Mozambico riuscì a raggiungere il secondo turno, dove nella gara di andata batté per 2-0 il Marocco a Maputo, per poi perdere per 4-0 a Marrakech e mancare così la qualificazione.
Nelle qualificazioni alla Coppa d'Africa 2019 i mozambicani si piazzarono al terzo posto nel girone, a pari punti con la Namibia (qualificata), ma in svantaggio rispetto ai namibiani negli scontri diretti.
Il Mozambico tornò a disputare la fase finale della massima competizione continentale nel 2023, dopo essersi classificato secondo nel proprio girone di qualificazione. Nella fase finale della Coppa d'Africa 2023, disputatasi in Costa d'Avorio, i mambas pareggiarono per 2-2 contro l'Egitto, persero per 3-0 contro Capo Verde e pareggiarono in rimonta per 2-2 contro il Ghana (segnando due gol nei minuti di recupero del secondo tempo). I risultati non furono sufficienti a superare la fase a gironi.

## Colori e simboli

### Divise storiche
| 2006-2010 | 2006-2010 | 2006-2010 | 2006-2010 |
| --- | --- | --------- | --------- |
| Casa | Trasferta |           |           |
| Manica sinistra · Manica sinistra · Maglietta · Manica destra · Manica destra · Pantaloncini · Pantaloncini · Calzettoni | Manica sinistra · Manica sinistra · Maglietta · Manica destra · Manica destra · Pantaloncini · Pantaloncini · Calzettoni |           |           |
| Puma | |           |           |

| 2010-2012 | 2010-2012 | 2010-2012 | 2010-2012 |
| --- | --- | --------- | --------- |
| Casa | Trasferta |           |           |
| Manica sinistra · Manica sinistra · Maglietta · Maglietta · Manica destra · Manica destra · Pantaloncini · Pantaloncini · Calzettoni · Calzettoni | Manica sinistra · Manica sinistra · Maglietta · Maglietta · Manica destra · Manica destra · Pantaloncini · Pantaloncini · Calzettoni · Calzettoni |           |           |
| Puma | |           |           |

| 2013-oggi | 2013-oggi | 2013-oggi | 2013-oggi |
| --- | --- | --------- | --------- |
| Casa | Trasferta |           |           |
| Manica sinistra · Manica sinistra · Maglietta · Maglietta · Manica destra · Manica destra · Pantaloncini · Pantaloncini · Calzettoni · Calzettoni | Manica sinistra · Manica sinistra · Maglietta · Manica destra · Manica destra · Pantaloncini · Pantaloncini · Calzettoni |           |           |
| Puma | |           |           |

## Partecipazioni ai tornei internazionali
Legenda: Grassetto: Risultato migliore, Corsivo: Mancate partecipazioni

## Statistiche dettagliate sui tornei internazionali

### Mondiali
| Anno | Luogo                    | Piazzamento      | V | N | P | Gol |
| ---- | ------------------------ | ---------------- | - | - | - | --- |
| 1930 | Uruguay                  | Non partecipante | - | - | - | -   |
| 1934 | Italia                   | Non partecipante | - | - | - | -   |
| 1938 | Francia                  | Non partecipante | - | - | - | -   |
| 1950 | Brasile                  | Non partecipante | - | - | - | -   |
| 1954 | Svizzera                 | Non partecipante | - | - | - | -   |
| 1958 | Svezia                   | Non partecipante | - | - | - | -   |
| 1962 | Cile                     | Non partecipante | - | - | - | -   |
| 1966 | Inghilterra              | Non partecipante | - | - | - | -   |
| 1970 | Messico                  | Non partecipante | - | - | - | -   |
| 1974 | Germania Ovest           | Non partecipante | - | - | - | -   |
| 1978 | Argentina                | Non partecipante | - | - | - | -   |
| 1982 | Spagna                   | Non qualificata  | - | - | - | -   |
| 1986 | Messico                  | Non partecipante | - | - | - | -   |
| 1990 | Italia                   | Esclusa          | - | - | - | -   |
| 1994 | Stati Uniti              | Non qualificata  | - | - | - | -   |
| 1998 | Francia                  | Non qualificata  | - | - | - | -   |
| 2002 | Corea del Sud / Giappone | Non qualificata  | - | - | - | -   |
| 2006 | Germania                 | Non qualificata  | - | - | - | -   |
| 2010 | Sudafrica                | Non qualificata  | - | - | - | -   |
| 2014 | Brasile                  | Non qualificata  | - | - | - | -   |
| 2018 | Russia                   | Non qualificata  | - | - | - | -   |
| 2022 | Qatar                    | Non qualificata  | - | - | - | -   |

### Coppa d'Africa
| Anno | Luogo                      | Piazzamento      | V | N | P | Gol |
| ---- | -------------------------- | ---------------- | - | - | - | --- |
| 1957 | Sudan                      | Non partecipante | - | - | - | -   |
| 1959 | Rep. Araba Unita           | Non partecipante | - | - | - | -   |
| 1962 | Impero d'Etiopia           | Non partecipante | - | - | - | -   |
| 1963 | Ghana                      | Non partecipante | - | - | - | -   |
| 1965 | Tunisia                    | Non partecipante | - | - | - | -   |
| 1968 | Impero d'Etiopia           | Non partecipante | - | - | - | -   |
| 1970 | Sudan                      | Non partecipante | - | - | - | -   |
| 1972 | Camerun                    | Non partecipante | - | - | - | -   |
| 1974 | Egitto                     | Non partecipante | - | - | - | -   |
| 1976 | Etiopia                    | Non partecipante | - | - | - | -   |
| 1978 | Ghana                      | Non partecipante | - | - | - | -   |
| 1980 | Nigeria                    | Non partecipante | - | - | - | -   |
| 1982 | Libia                      | Non qualificata  | - | - | - | -   |
| 1984 | Costa d'Avorio             | Non qualificata  | - | - | - | -   |
| 1986 | Egitto                     | Primo turno      | 0 | 0 | 3 | 0:7 |
| 1988 | Marocco                    | Non qualificata  | - | - | - | -   |
| 1990 | Algeria                    | Non qualificata  | - | - | - | -   |
| 1992 | Senegal                    | Non qualificata  | - | - | - | -   |
| 1994 | Tunisia                    | Non qualificata  | - | - | - | -   |
| 1996 | Sudafrica                  | Primo turno      | 0 | 1 | 2 | 1:4 |
| 1998 | Burkina Faso               | Primo turno      | 0 | 0 | 3 | 1:8 |
| 2000 | Ghana / Nigeria            | Non qualificata  | - | - | - | -   |
| 2002 | Mali                       | Non qualificata  | - | - | - | -   |
| 2004 | Tunisia                    | Non qualificata  | - | - | - | -   |
| 2006 | Egitto                     | Non qualificata  | - | - | - | -   |
| 2008 | Ghana                      | Non qualificata  | - | - | - | -   |
| 2010 | Angola                     | Primo turno      | 0 | 1 | 2 | 2:7 |
| 2012 | Gabon / Guinea Equatoriale | Non qualificata  | - | - | - | -   |
| 2013 | Sudafrica                  | Non qualificata  | - | - | - | -   |
| 2015 | Guinea Equatoriale         | Non qualificata  | - | - | - | -   |
| 2017 | Gabon                      | Non qualificata  | - | - | - | -   |
| 2019 | Egitto                     | Non qualificata  | - | - | - | -   |
| 2021 | Camerun                    | Non qualificata  | - | - | - | -   |
| 2023 | Costa d'Avorio             | Primo turno      | 0 | 2 | 1 | 4:7 |

## Tutte le rose

### Coppa d'Africa
Coppa d'Africa 1986P Chissequere, A C. Conde, ? Almeida, ? Banze, ? Chamabe, ? E. Conde, ? G. Conde, ? Cossa, ? Faruk, ? João, ? Lucas, ? Mabota, ? Machava, ? Nhanombe, ? Santos, ? Siname, ? Sousa, CT: Manaca
Coppa d'Africa 1996P Luisinho, P Rui Evora, P Valoi, D Faife, D João Chissano, D Parruque, D Pinto Barros, D Tomás, D Zé Augusto, C Cumbe, C Hassan, C Matola, C Muchanga, C Nhapossa, C Tembe, C Vulande, A Boane, A Chiquinho Conde, A Jojó, A Ouana, A Tico-Tico, CT: Caçador
Coppa d'Africa 19981 Helder, 2 Faife, 3 Zé Augusto, 4 Adino, 5 Tomás, 6 Paulito, 7 Jojó, 8 Nuro, 9 Nana, 10 Chiquinho Conde, 11 Avelino, 12 Rui Evora, 13 Mavo, 14 Pinto Barros, 15 Mário Artur, 16 Macamo, 17 Jossias, 18 Tico-Tico, 19 Dário, 20 Vino, 21 João Chissano, 22 Luisinho, CT: Salvado
Coppa d'Africa 20101 Bino, 2 Hagi, 3 Genito, 4 Simão, 5 Paíto, 6 Mano, 7 Domingues, 8 Fumo, 9 Tico-Tico, 10 Dário, 11 Pelembe, 12 Kapango, 13 Fanuel, 14 Danito, 15 Whiskey, 16 Miro, 17 Zé Luís, 18 Khan, 19 Júnior, 20 Josemar, 21 Campira, 22 Lamá, 23 Mexer, CT: Nooij
Coppa d'Africa 20231 Siluane, 2 Nanani, 3 Malembana, 4 Nené, 5 Langa, 6 Amadú, 7 Domingues, 8 King, 9 Dove, 10 Clésio, 11 Bonde, 12 Fazito, 13 Ratifo, 14 Macandza, 15 Mandava, 16 Amade, 17 Mexer, 18 Gildo, 19 Witi, 20 Catamo, 21 Guima, 22 Urrubal, 23 Shaquille, CT: Conde

## Rosa attuale
Lista dei convocati per la Coppa d'Africa 2023.
| N. | Pos. | Giocatore         | Data nascita (età)         | Pres. | Reti | Squadra             |
| -- | ---- | ----------------- | -------------------------- | ----- | ---- | ------------------- |
| 1  | P    | Ernan Siluane     | 9 luglio 1998 (25 anni)    | 26    | 0    | Songo               |
| 2  | D    | Nanani            | 8 febbraio 1996 (27 anni)  | 21    | 0    | Songo               |
| 3  | D    | David Malembana   | 11 ottobre 1995 (28 anni)  | 4     | 0    | Noah                |
| 4  | D    | Nené              | 15 novembre 1996 (27 anni) | 25    | 1    | Black Bulls         |
| 5  | D    | Bruno Langa       | 31 ottobre 1997 (26 anni)  | 18    | 1    | Chaves              |
| 6  | C    | Amadú             | 3 dicembre 1996 (27 anni)  | 26    | 0    | Ferroviário Beira   |
| 7  | C    | Domingues         | 13 novembre 1983 (40 anni) | 106   | 16   | Songo               |
| 8  | A    | Lau King          | 4 settembre 1995 (28 anni) | 18    | 3    | Sagrada Esperança   |
| 9  | D    | Edmilson Dove     | 18 luglio 1994 (29 anni)   | 39    | 0    | Kaizer Chiefs       |
| 10 | A    | Clésio            | 11 ottobre 1994 (29 anni)  | 47    | 8    | Honka               |
| 11 | C    | João Bonde        | 9 gennaio 1997 (27 anni)   | 12    | 0    | Ferroviário Beira   |
| 12 | P    | Fazito            | 9 giugno 2003 (20 anni)    | 3     | 0    | Ferroviário Nampula |
| 13 | A    | Stanley Ratifo    | 5 dicembre 1994 (29 anni)  | 25    | 4    | 1. FC Pforzheim     |
| 14 | D    | Domingos Macandza | 17 giugno 1998 (25 anni)   | 17    | 0    | Costa do Sol        |
| 15 | D    | Reinildo Mandava  | 21 gennaio 1994 (29 anni)  | 33    | 2    | Atlético Madrid     |
| 16 | C    | Alfons Amade      | 12 novembre 1999 (24 anni) | 0     | 0    | Ostenda             |
| 17 | D    | Mexer             | 8 settembre 1988 (35 anni) | 59    | 3    | Bandırmaspor        |
| 18 | A    | Gildo             | 31 gennaio 1995 (28 anni)  | 31    | 3    | Covilhã             |
| 19 | A    | Witi              | 26 agosto 1996 (27 anni)   | 34    | 3    | Nacional            |
| 20 | A    | Geny Catamo       | 26 gennaio 2001 (22 anni)  | 20    | 5    | Sporting Lisbona    |
| 21 | C    | Guima             | 14 novembre 1995 (28 anni) | 5     | 1    | Chaves              |
| 22 | P    | Ivane Urrubal     | 1º marzo 1997 (26 anni)    | 8     | 0    | Black Bulls         |
| 23 | C    | Shaquille         | 24 novembre 1997 (26 anni) | 36    | 0    | Ferroviário Maputo  |